# 陳奕茂
陳奕茂（羅馬拼音：Tan Aik Mong，1950年4月6日—2020年5月31日），是一位馬來西亞已退役男子羽球運動員，出生於檳城。陳奕芳是他的哥哥。

## 簡歷
陳奕茂贏得了1971年亞洲羽球錦標賽男子單打冠軍，是他在單打項目的最大成就。 在同一賽事中，他也代表馬來西亞獲得男子團體比賽亞軍。在1973年的東南亞運動會羽毛球比賽上，他在男子單打及男子團體都獲得亞軍。在全英羽球錦標賽裡，他獲得1969年男子雙打第三名（搭檔為陳奕芳），以及1972年男子單打第三名。在1972年夏季奧運會上，羽球為示范項目，他參加了男子單打和男子雙打比賽，但在第一輪比賽中都出局。
陳奕茂在1975年退休，在1980年代擔任馬來西亞國家隊教練，曾指導過西迪兄弟中的米斯本、拉昔夫和賈蘭尼。2020年5月31日，因罹患肝癌逝世，享年70歲。